# Paris, je t'aime
Paris, je t'aime (phát âm tiếng Pháp: [paʁi ʒə tɛm]; tạm dịch Paris, tôi yêu em) là bộ phim tài liệu tự sự năm 2006 với sự tham gia diễn xuất của rất nhiều diễn viên tới từ các quốc gia khác nhau. Bộ phim kéo dài 2 tiếng, bao gồm 18 bộ phim nhỏ được quay tại nhiều địa điểm khác nhau. 22 đạo diễn đã cùng nhau tham gia vào quá trình thực hiện tác phẩm này, bao gồm Gurinder Chadha, Sylvain Chomet, Joel và Ethan Coen, Gérard Depardieu, Wes Craven, Alfonso Cuarón, Nobuhiro Suwa, Alexander Payne, Tom Tykwer, Walter Salles, Yolande Moreau và Gus Van Sant.